# Aya Mazor
Aya Mazor (hebreiska: איה מזור), född 19 maj 2007, är en israelisk konstsimmare.

## Karriär
Vid europeiska spelen 2023 i Oświęcim var Mazor en del av Israels lag som tog guld i fri kombination och brons i det fria lagprogrammet. Vid junior-EM 2023 i Funchal var hon en del av Israels lag som tog guld i fri kombination.
Vid konstsim-EM 2025 i Funchal var Mazor en del av Israels lag som tog brons i det fria lagprogrammet.